# Katov (okres Tábor)
Katov (německy Katow) je obec v okrese Tábor v Jihočeském kraji. Žije zde 69 obyvatel. Ve vzdálenosti osm kilometrů leží západně město Soběslav, třináct kilometrů jihozápadně město Veselí nad Lužnicí a osmnáct kilometrů severozápadně město Tábor.

## Historie
První písemná zmínka o obci pochází z roku 1497.

## Obyvatelstvo
| Rok            | 1869 | 1880 | 1890 | 1900 | 1910 | 1921 | 1930 | 1950 | 1961 | 1970 | 1980 | 1991 | 2001 | 2011 | 2021 |
| -------------- | ---- | ---- | ---- | ---- | ---- | ---- | ---- | ---- | ---- | ---- | ---- | ---- | ---- | ---- | ---- |
| Počet obyvatel | 216  | 208  | 230  | 207  | 191  | 206  | 184  | 147  | 163  | 140  | 124  | 96   | 80   | 67   | 72   |
| Počet domů     | 33   | 36   | 36   | 36   | 34   | 33   | 36   | 39   | 39   | 39   | 35   | 47   | 49   | 50   | 49   |

## Obecní správa
Při sčítání lidu v letech 1850–1879 patřil Katov jako osada obce k Budislavi v okrese Tábor. V letech 1880–1960 byl obcí v okrese Tábor (1880–1930), posléze v okrese Soběslav (1950) a později opět v okrese Tábor. V letech 1960–1992 patřil znovu jako část obce k Budislavi a od 1. ledna 1993 je opět samostatnou obcí.

## Galerie

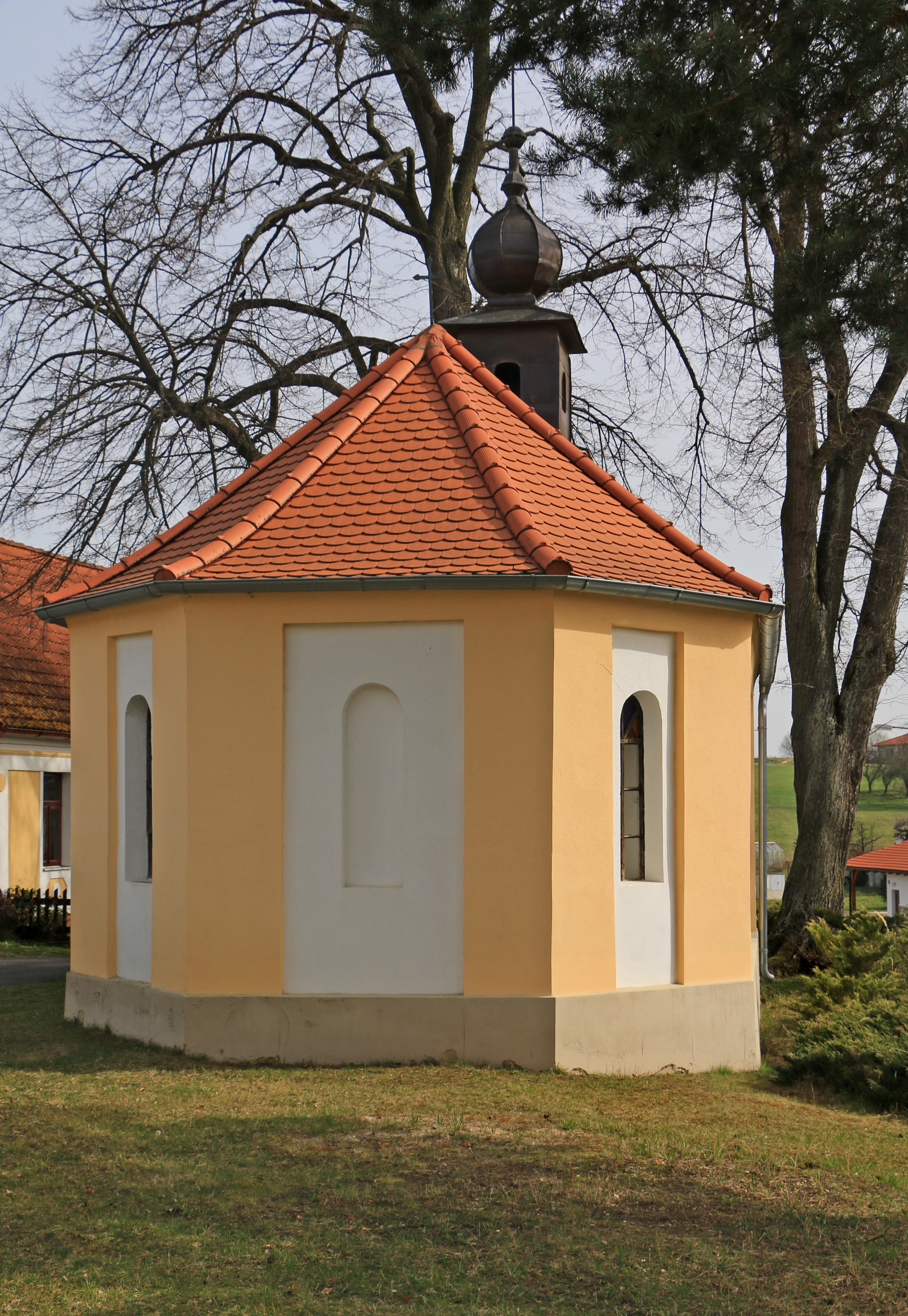
Kaple na návrší
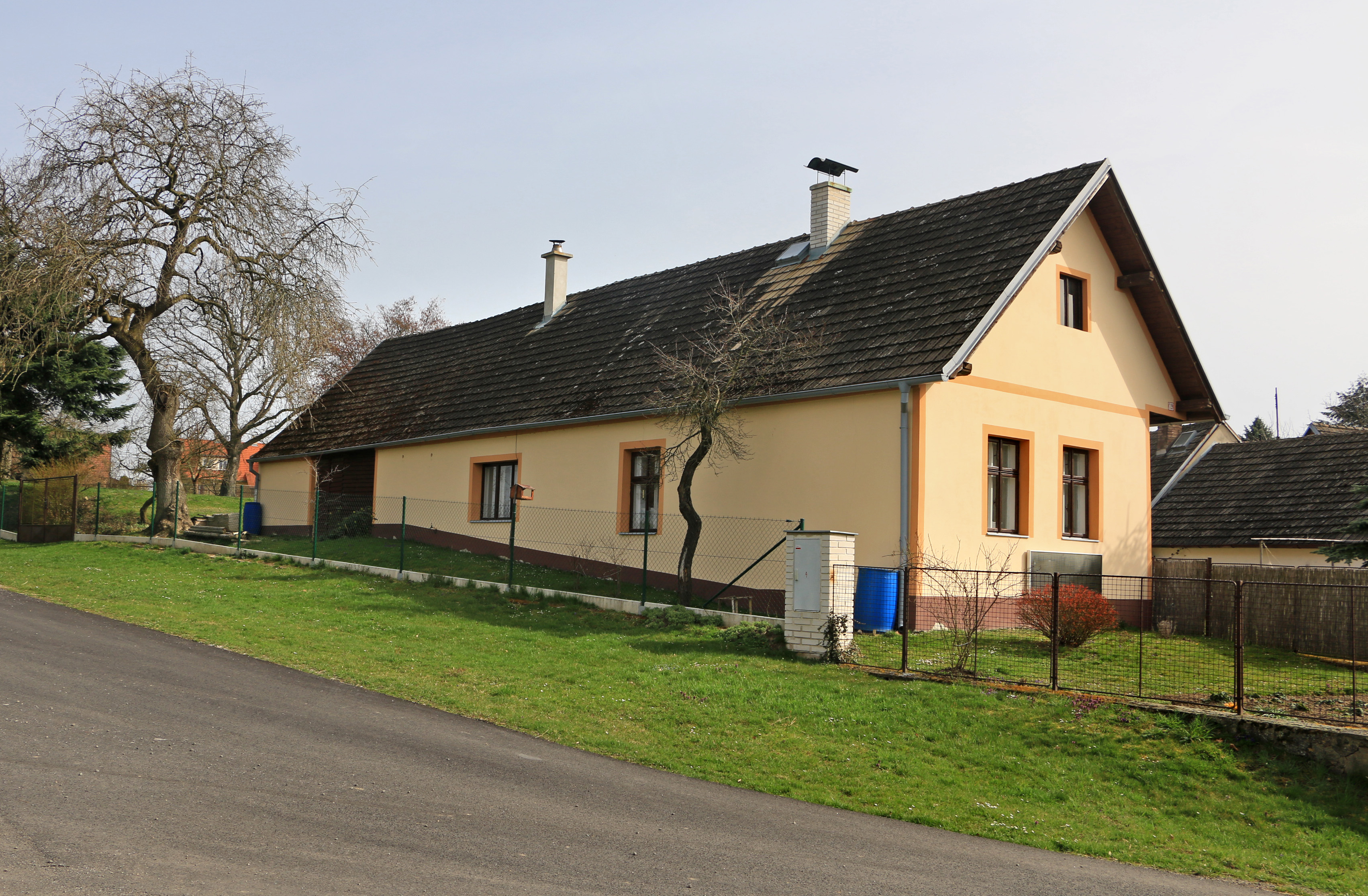
Dům čp. 29
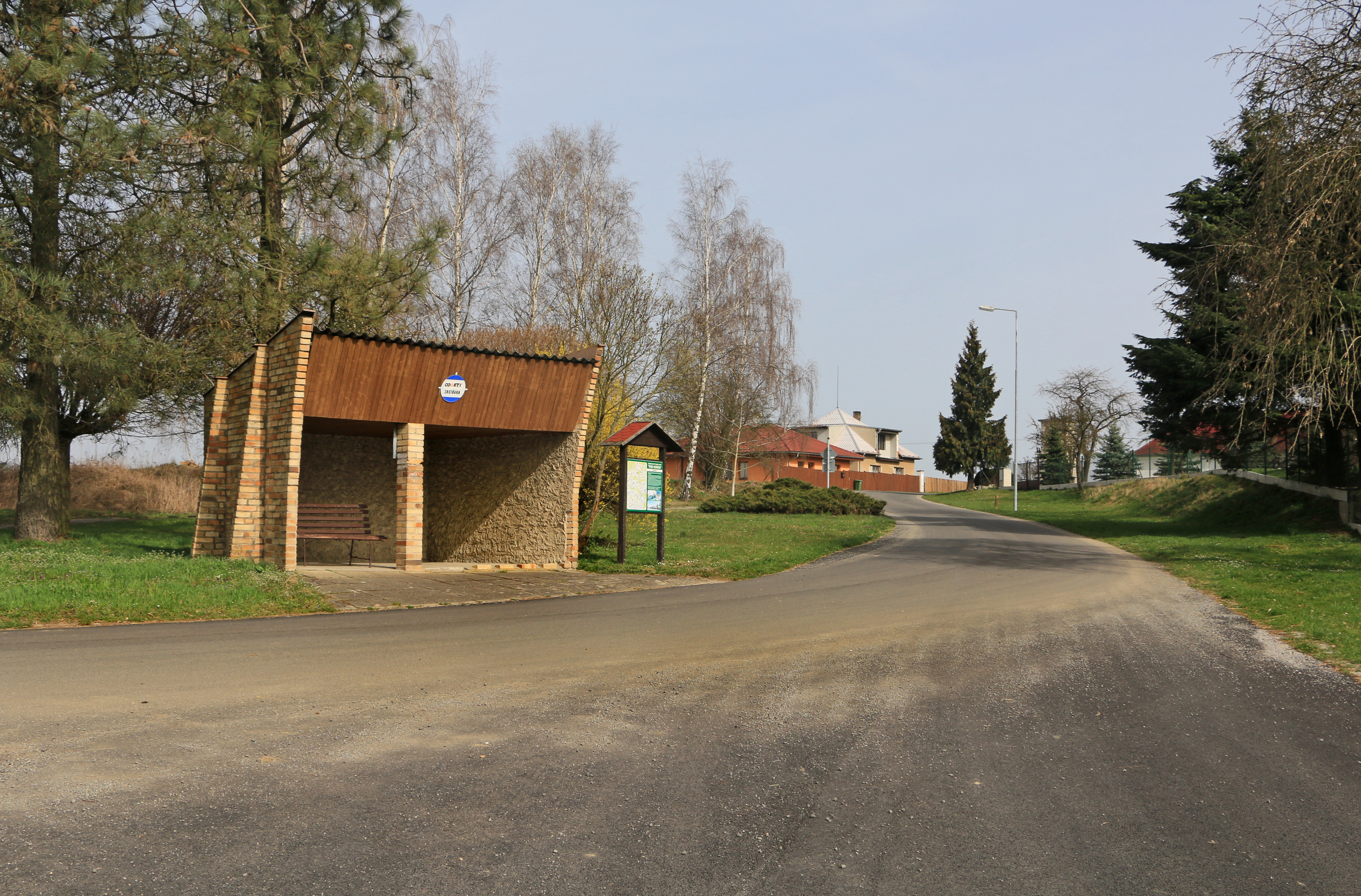
Zastávka nad vsí
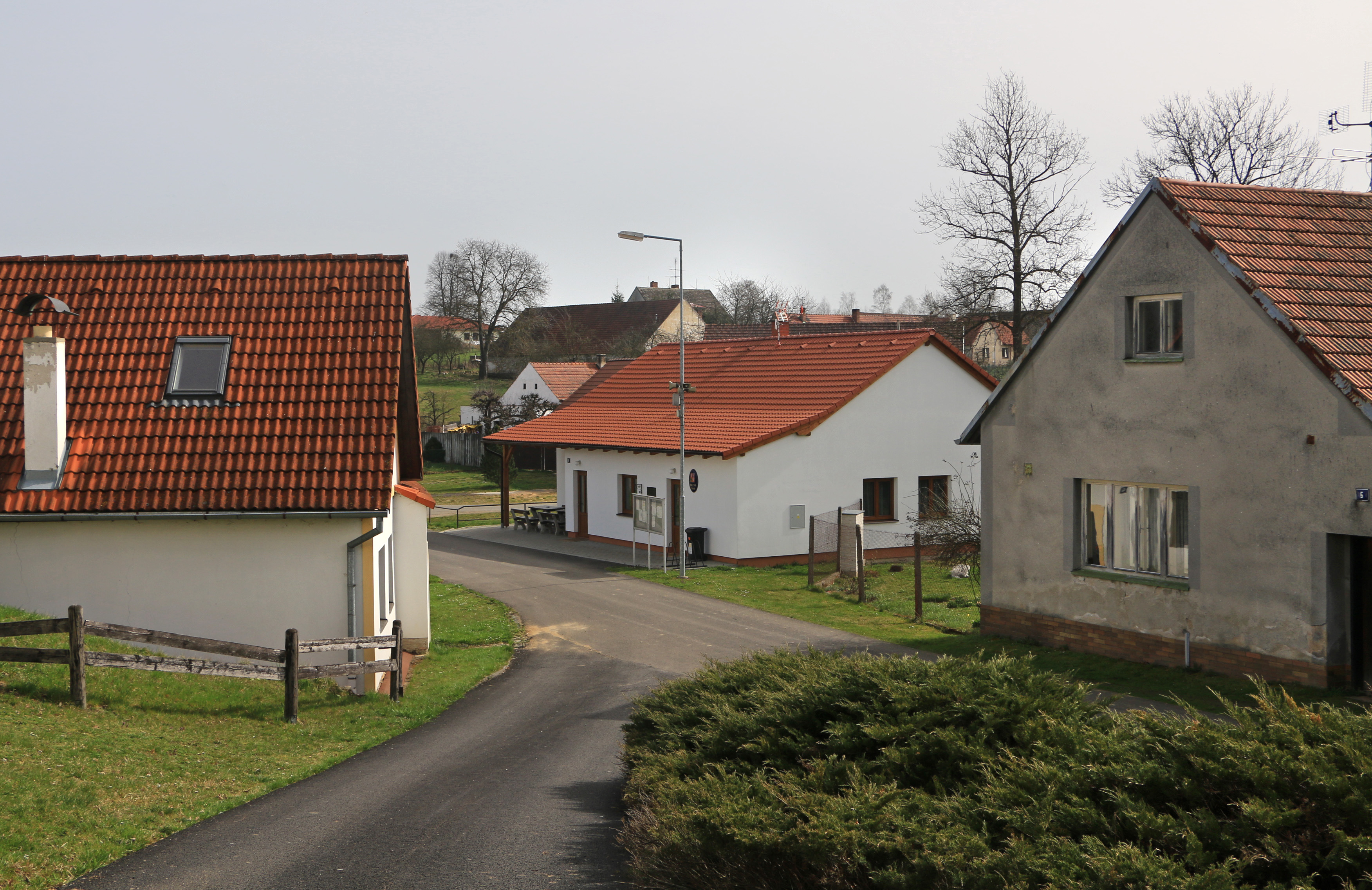
Obecní úřad